# Beisbolcubano
Beisbolcubanoはキューバでもっとも充実している野球サイトである。野球のニュース、 選手やファンのコメント、オンラインゲーム、スコアその他の統計、順位表、カレンダー、統計、年表、写真ライブラリ、野球のルールの解説などあらゆる情報が手に入る。
ルイサメディナゴンサレスやフアン・ガルシア・カストロやラサロナバロのような比較的通好みの選手や整形外科のアルバレス教授などのインタビューなどものっており、名実ともに、キューバを代表する野球サイトである。